# Convento de San José de los Carmelitas Descalzos (Zaragoza)

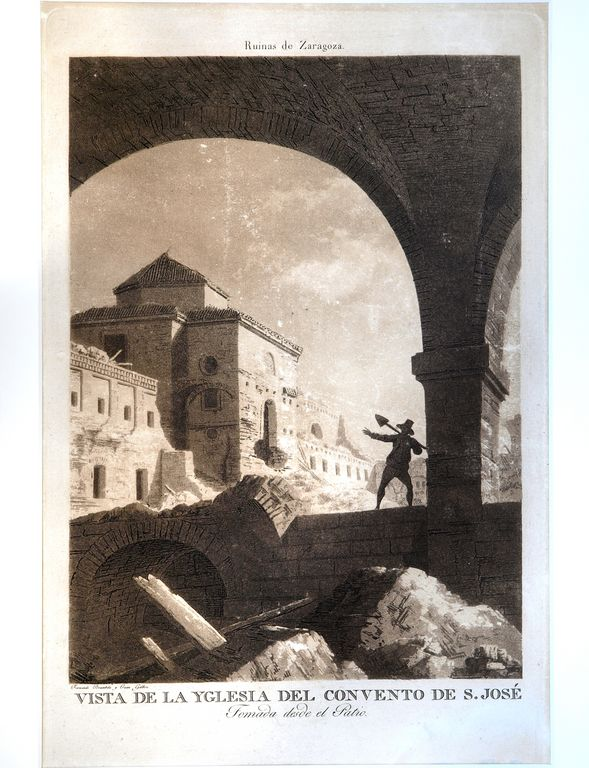
Vista de la iglesia del Convento de San José después de los asedios franceses en Zaragoza por Fernando Bambrila y Juan Gálvez en 1813, publicado en el trabajo Ruinas de Zaragoza

El Convento de San José de los Carmelitas Descalzos fue un convento localizado en la ciudad de Zaragoza perteneció a la  orden de los Carmelitas Descalzos y derribado en la década de 1970.

## Historia
Tras la reforma de la orden de los Carmelitas por Santa Teresa de Jesús y San Juan de la Cruz  en Ávila en 1562, las primeras comunidades en Zaragoza  de monjas de la orden descalza fueron establecidas en el barrio del Arrabal. En 1594 el arzobispo de Zaragoza Alonso de Gregorio y el virrey de Aragón Artal de Alagón, conde de Sástago, promovieron la creación de la primera comunidad masculina en la ciudad para lo que Felipe II les concedió un terreno en el camino del Bajo Aragón, en la ribera derecha del río Huerva a las afueras de la muralla de la ciudad. Se trataba de una fundación que habitualmente servía como muestra de poder del mecenas o patrón que traía la orden a la ciudad y que fue en la paralelo al establecimiento en Zaragoza de otras órdenes mendicantes en la misma época.
El convento fue exitoso, creándose un segundo en la ciudad en 1602 y pronto hasta nueve en Aragón. El convento original sirvió como noviciado regional de la orden. Durante los siglos XVII y XVIII fue parte de la vida religiosa, cultural y artística de la ciudad.
Su posición junto a la Puerta Quemada hizo que pasara a formar parte del perímetro defensivo ideado por Sangenís durante los asedios franceses de 1808-1809. Fue por ello lugar de combates, siendo seriamente dañado. Aunque fue reconstruido en 1814, la desamortización española de 1835 supuso el fin de su uso religioso y su nacionalización. Fue usado como prisión, siendo en 1900 formalmente redenominado "Penal de San José". 
En 1908 la cárcel de Zaragoza fue trasladada a la calle Predicadores y el antiguo convento fue convertido en cuartel de intendencia (Cuartel de Operación) hasta que en 1971, incluido en la "Operación Cuarteles", fue vendido al ayuntamiento de Zaragoza. Este lo derribó años más tarde para extender el camino de las Torres en su tramo final, conectándolo con la ribera del río Ebro y cerrando el segundo cinturón de la ciudad hacia el emplazamiento en el que se construiría el puente de las Fuentes. El derribo también sirvió para establecer áreas verdes (el área cubre el parque de las Glorietas de Goya, complemento del parque Bruil).  El topónimo siguió en uso, llevando a llamar a la avenida que surgía del antiguo convento Avenida de San José, germen del actual barrio y distrito de San José.

## Galería

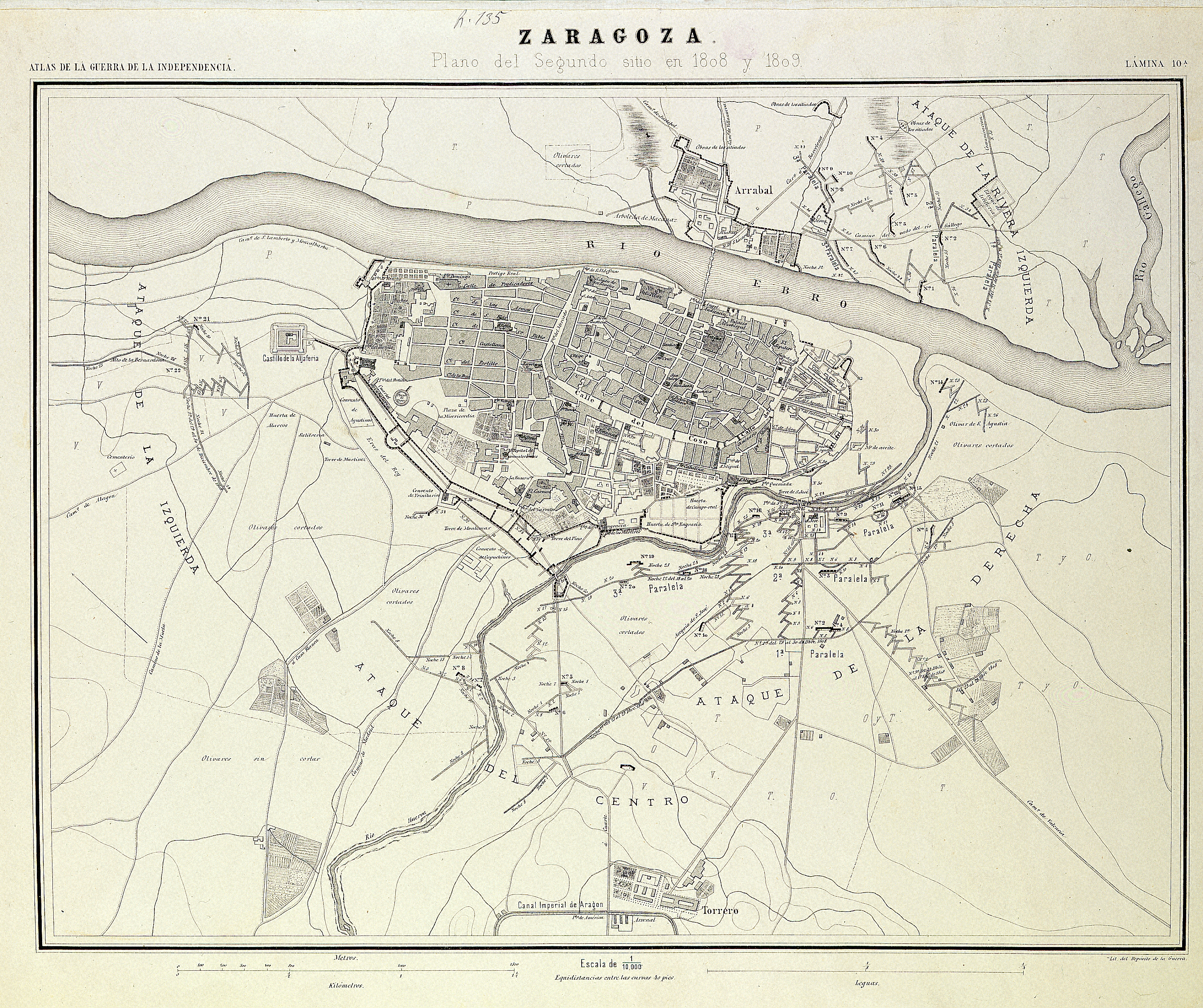
Zaragoza durante los sitios de Zaragoza. Se puede observar la posición del convento en la ciudad junto a la Puerta Quemada al este y las líneas defensivas que se instalaron en su entorno en 1808
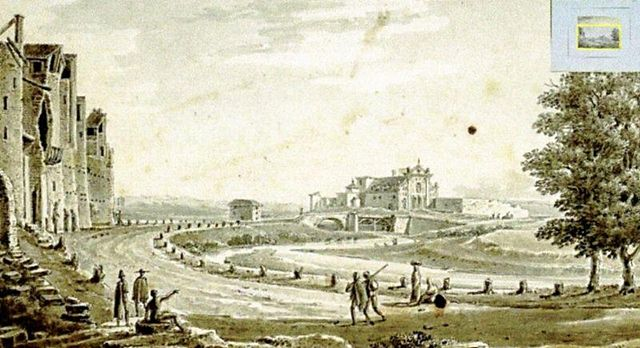
Convento de San José, Zaragoza por Louis-François Lejeune (1775-1848)
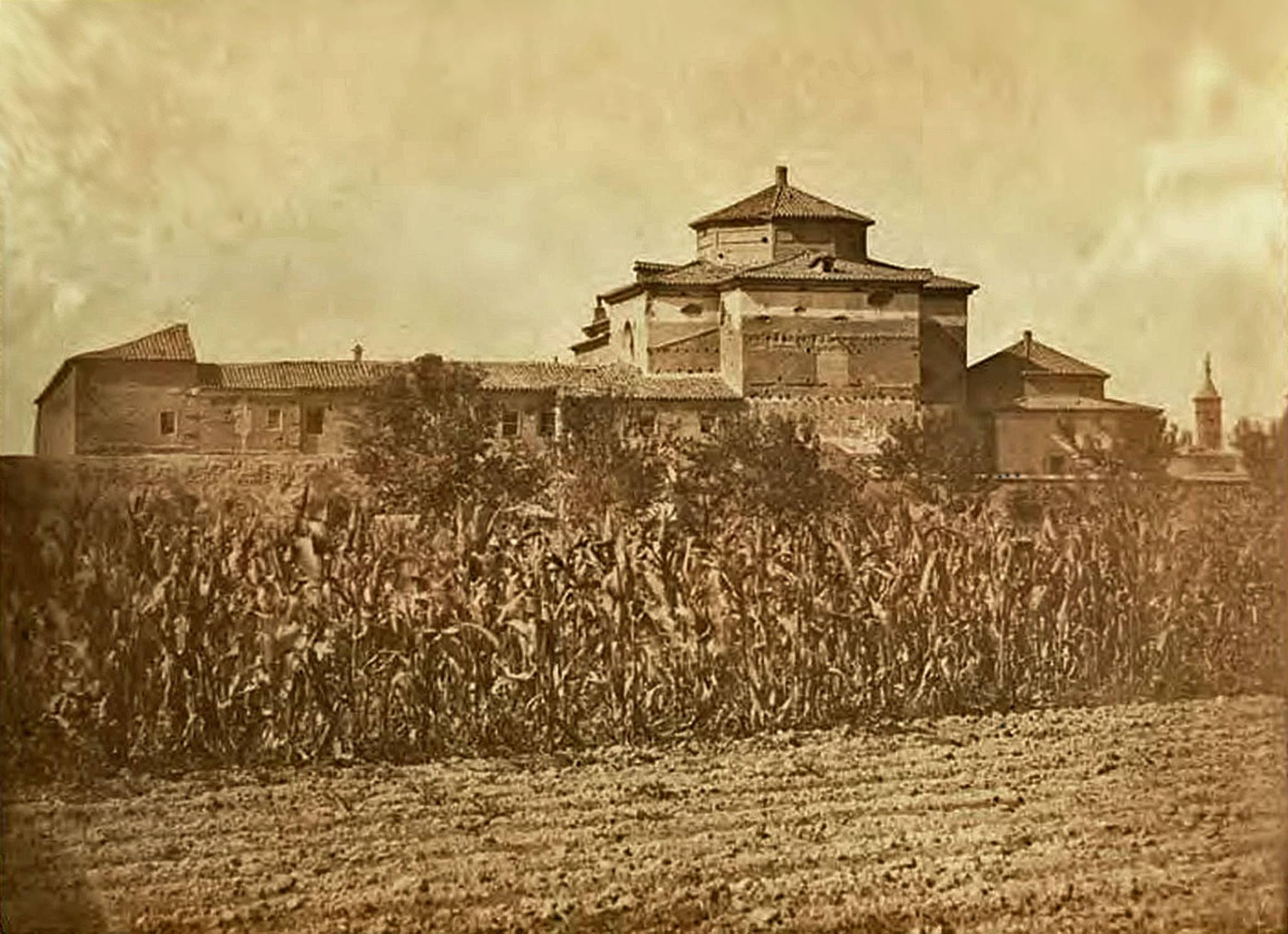
Fotografía del Convento de San José de las Carmelitas Descalzos durante su servicio como prisión (circa 1860)